# Canal Brasil
Canal Brasil é um canal de televisão por assinatura brasileiro com programação voltada para produções audiovisuais nacionais. É resultado de uma associação da divisão de TV a cabo do Grupo Globo com a empresa Grupo Consórcio Brasil (GCB), formada por Luiz Carlos Barreto, Zelito Vianna, Marco Altberg, Roberto Farias, Anibal Massaini Neto, Patrick Siaretta, André Saddy e Paulo Mendonça. Equipe responsável Wilson Cunha (Direção), Cleidi Escobar (produtora), Paulo Fontenelle (editor), Patrícia Koslynski (reportagem).
Para viabilizar a ideia, foi criada uma associação de cineastas e produtores brasileiros chamada Grupo Canal Brazil, que formou sociedade igualitária com a Globosat, contando com nomes como Luiz Carlos Barreto, Roberto Farias, Anibal Massaini Neto, Marco Altberg e Zelito Vianna. O grupo controlava cerca de 200 filmes dos 400 do acervo inicial, sendo o restante adquirido junto a produtores independentes que incluía aproximadamente 60 curtas-metragens e 70 clipes musicais.

Primeiro logotipo do canal, usado entre 1998 até 2012.

O canal entrou no ar às 20h de 18 de setembro de 1998, com um debate gravado durante o último Festival de Gramado. Às 21h, entrou no ar o filme Sonho sem fim (1987), de Lauro Escorel Filho, que mostra as aventuras de pioneiros do cinema brasileiro. Sua distribuição, inicialmente, acontecia pela Net/Multicanal/Sky no pacote Advanced 98. O lançamento do Canal Brasil estava previsto para abril de 1998, mas foi adiado devido as condições do acervo adquirido, que precisou ser restaurado e passar por nova telecinagem. Para a Folha de S.Paulo, Alberto Pecegueiro (então diretor geral da Globosat) afirmou que sua "triste conclusão é de que o cinema brasileiro estava entregue aos fungos".
O Canal Brasil lançou sua versão em alta definição (HD) a partir do dia 27 de outubro de 2014 para assinantes da operadora NET e aos assinantes das operadoras Oi e Vivo logo na sequência, dia 28 de outubro.

## Apresentadores e programas
Fazem, ou fizeram, parte da equipe de produção formada por Luiz Carlos Barreto, Zelito Vianna, Marco Altberg, Roberto Farias, Anibal Massaini Neto, Patrick Siaretta, André Saddy e Paulo Mendonça. e apresentadores do canal Paulo Tiefenthaler (Larica Total), Lázaro Ramos (Espelho), Michel Melamed (Bipolar Show), Charles Gavin (O Som do Vinil), Roberta Sá (Faixa Musical), João Gordo (Eletrogordo), Nasi (Nasi Noite Adentro), Nicole Puzzi (Pornolândia), André Abujamra (Abuzando), Zé Nogueira (Estúdio 66), Tárik de Souza (MPBambas), José Mojica Marins (O Estranho Mundo de Zé do Caixão), Simone Zuccolotto (CineJornal e Sessão Interativa), entre outros.

## Incentivo ao cinema nacional

Logotipo usado entre 2012 até 2020.

O Canal Brasil promove o Prêmio Aquisição Canal Brasil, que contempla com R$ 15 mil os curtas-metragens vencedores nos mais representativos festivais de cinema do país, além de exibir o filme durante a programação. Desde 2006, também realiza o Grande Prêmio Canal Brasil de Curtas-Metragens, que premia com R$ 50 mil o melhor curta entre os 10 vencedores do Prêmio Aquisição Canal Brasil do ano anterior. Um júri formado por apresentadores do canal escolhe o grande vencedor através de voto secreto.

## Produções do Canal Brasil
O Canal Brasil tem participado de novas produções em parceria com produtores independentes, incluindo filmes. Entre os títulos realizados estão Adolfo Celi, un uomo per due culture de Leonardo Celi, a primeira coprodução internacional do Canal Brasil; Canto de Baal, de Helena Ignez; Saraceni.doc - A Etnografia da Amizade, de Ricardo Miranda; Anabazys, de Joel Pizzini e Paloma Rocha; Waldick.doc, de Patrícia Pillar; Histórias Cruzadas, de Alice de Andrade; Hermeto Pascoal – Ato de Criação, de Marília Alvim. O premiado Loki – Arnaldo Baptista, longa-metragem de Paulo Henrique Fontenelle e em 2009, a também premiada coprodução do documentário Dzi Croquettes. Entre os filmes se destacam Boi Neon, Mulheres no Poder, Anna K., Um Filme Francês, Entreturnos, Jauja, O Rio nos Pertence, A História da Eternidade, Castanha, Insubordinados, Se Deus Vier que Venha Armado, O Menino no Espelho. Também se inclui, a série Werner e os Mortos.

## Loki - Arnaldo Baptista
Foi o primeiro filme inteiramente produzido pelo Canal Brasil. O filme foi exibido em 2008 no Festival do Rio e na Mostra Internacional de Cinema de São Paulo, ganhando o prêmio de Melhor Documentário - Júri Popular em ambas as ocasiões.

## Festivais de cinema
Em setembro de 2020, o Canal Brasil exibiu o 48º Festival de Cinema de Gramado, devido a pandemia de COVID-19. No mês seguinte, exibiu o Cine-PE. E em dezembro do mesmo ano, transmitiu a mostra do 53º Festival de Brasília e o Cine Ceará. Em agosto de 2022, exibiu o 21º Grande Prêmio do Cinema Brasileiro e o 50º Festival de Cinema de Gramado.